# Kimiya Yui
Kimiya Yui (Japans: 油井 亀美也, Yui Kimiya) (Kawakami, 30 januari 1970) is een Japans ruimtevaarder. In 2015 verbleef hij 141 dagen aan boord van het Internationaal ruimtestation ISS.
In 2009 werd Yui geselecteerd als astronaut bij Japan Aerospace Exploration Agency (JAXA) en maakt deel uit van NASA Astronautengroep 20. Yui’s eerste en enige ruimtevlucht was Sojoez TMA-17M en vond plaats op 22 juli 2015. Deze vlucht bracht de bemanningsleden naar het ISS. Hij maakte deel uit van de bemanning van ISS-Expeditie 44 en 45.  

## Biografie
Yui, afkomstig uit de prefectuur Nagano, nam deel aan de Japan Air Self-Defense Force nadat hij afstudeerde aan de National Defense Academy of Japan in 1992. Hij was test piloot voor de F-15 Eagle en werkte voor de Defense Planning Division in de Air Staff Office. Hier was hij sinds december 2008 werkzaam als Luitenant-kolonel toen hij als kandidaat astronaut werd geselecteerd samen met Takuya Onishi.

## Carrière
Yui was de eerste Japanse astronaut met een militaire achtergrond. Hij werd verplicht om met pensioen te gaan vanwege de verschillende pensioen regelingen tussen de wetenschap en militair werk.
Na zijn training tot astronaut werd Yui in juli 2011 gecertificeerd als ISS-astronaut.